# Gladiolus undulatus
Gladiolus undulatus är en irisväxtart som beskrevs av Carl von Linné. Gladiolus undulatus ingår i släktet sabelliljor, och familjen irisväxter. Inga underarter finns listade i Catalogue of Life.

## Bildgalleri

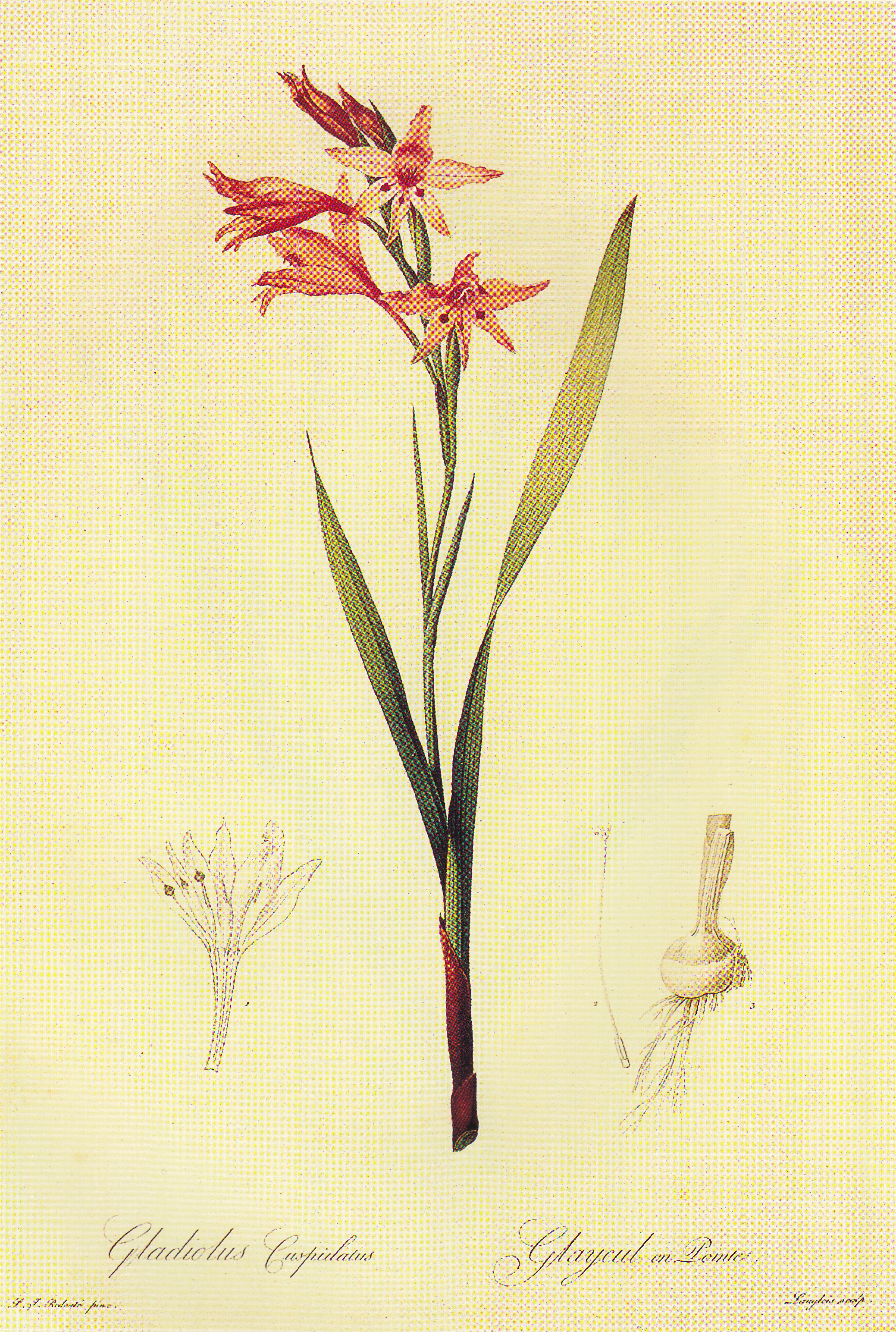
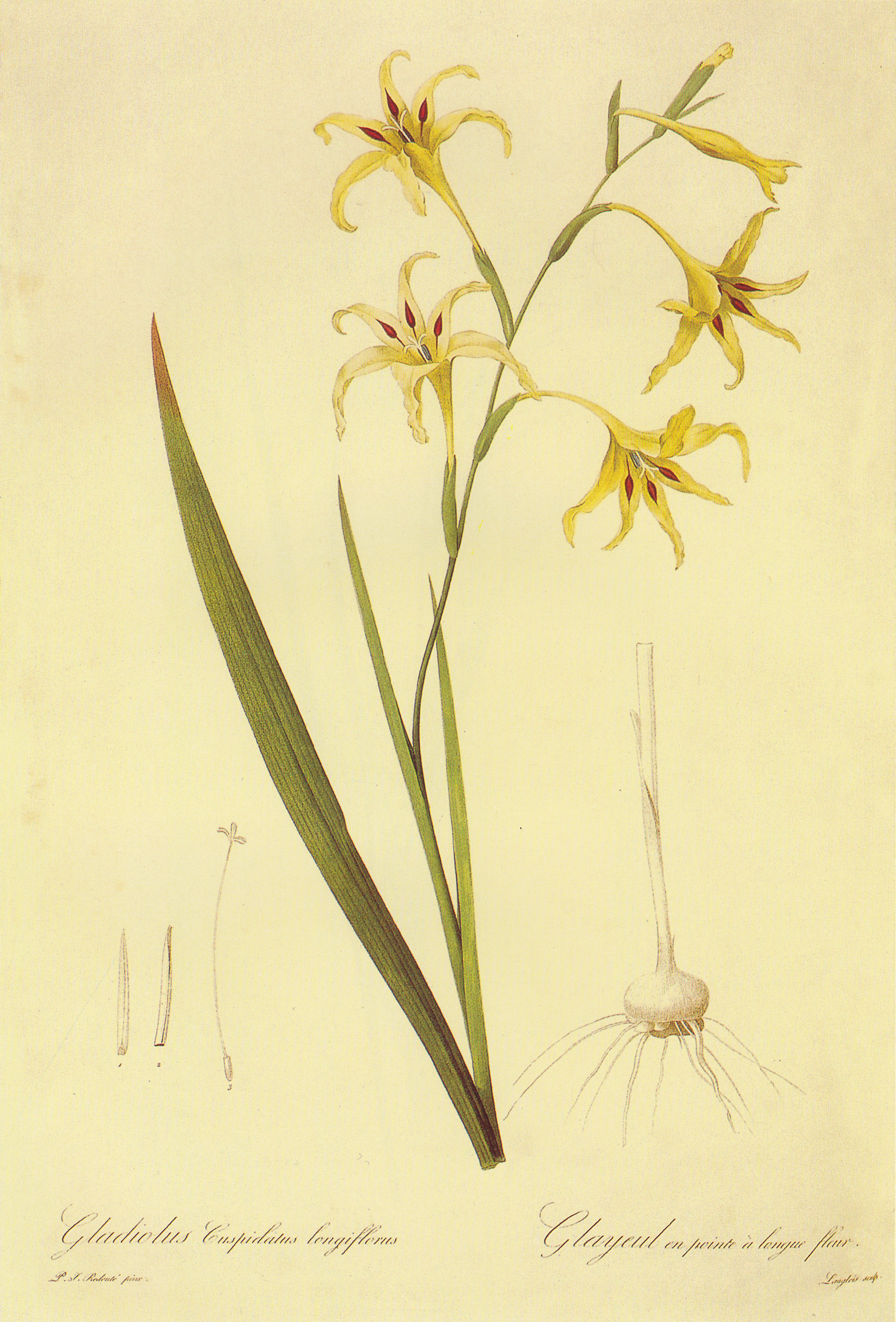
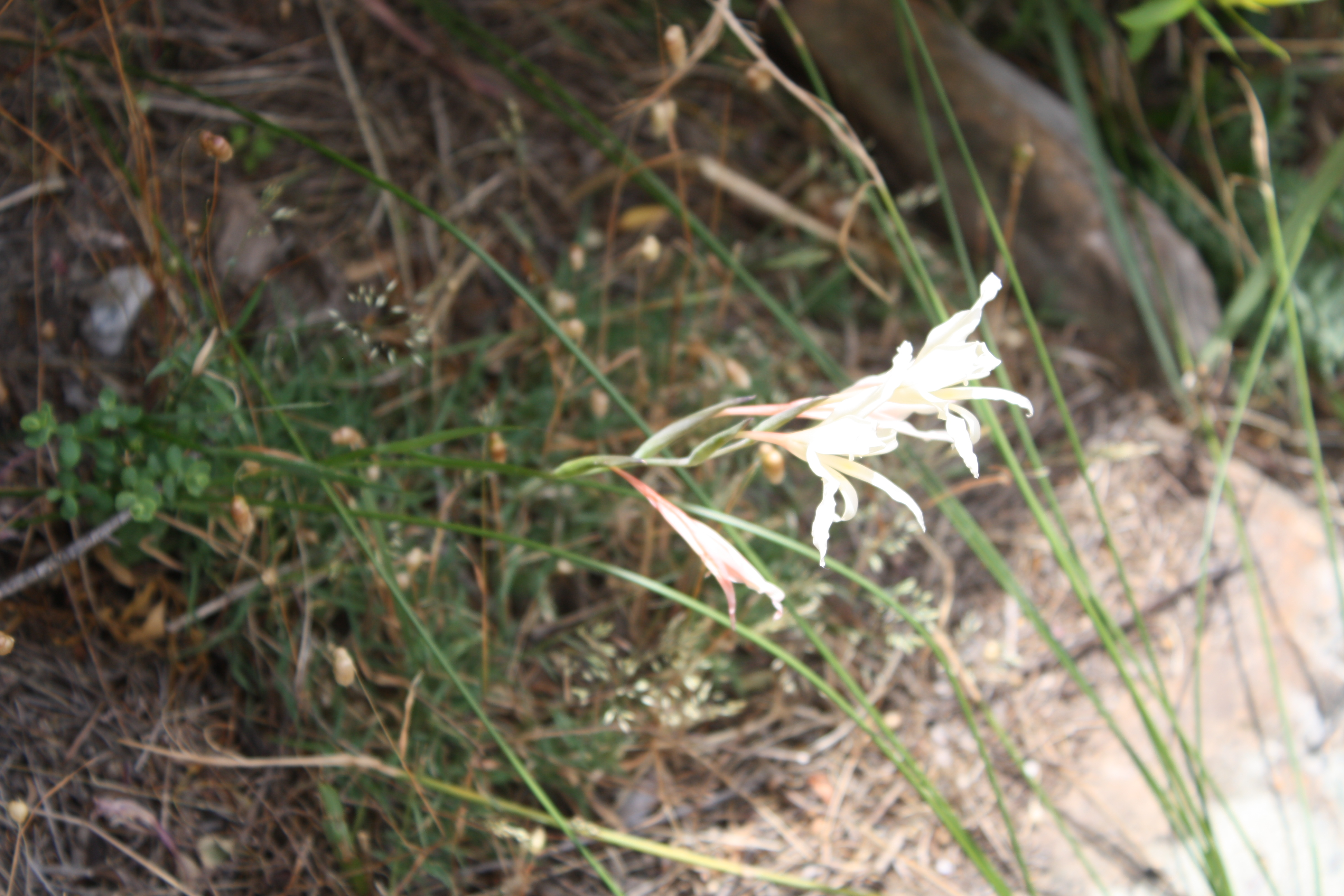
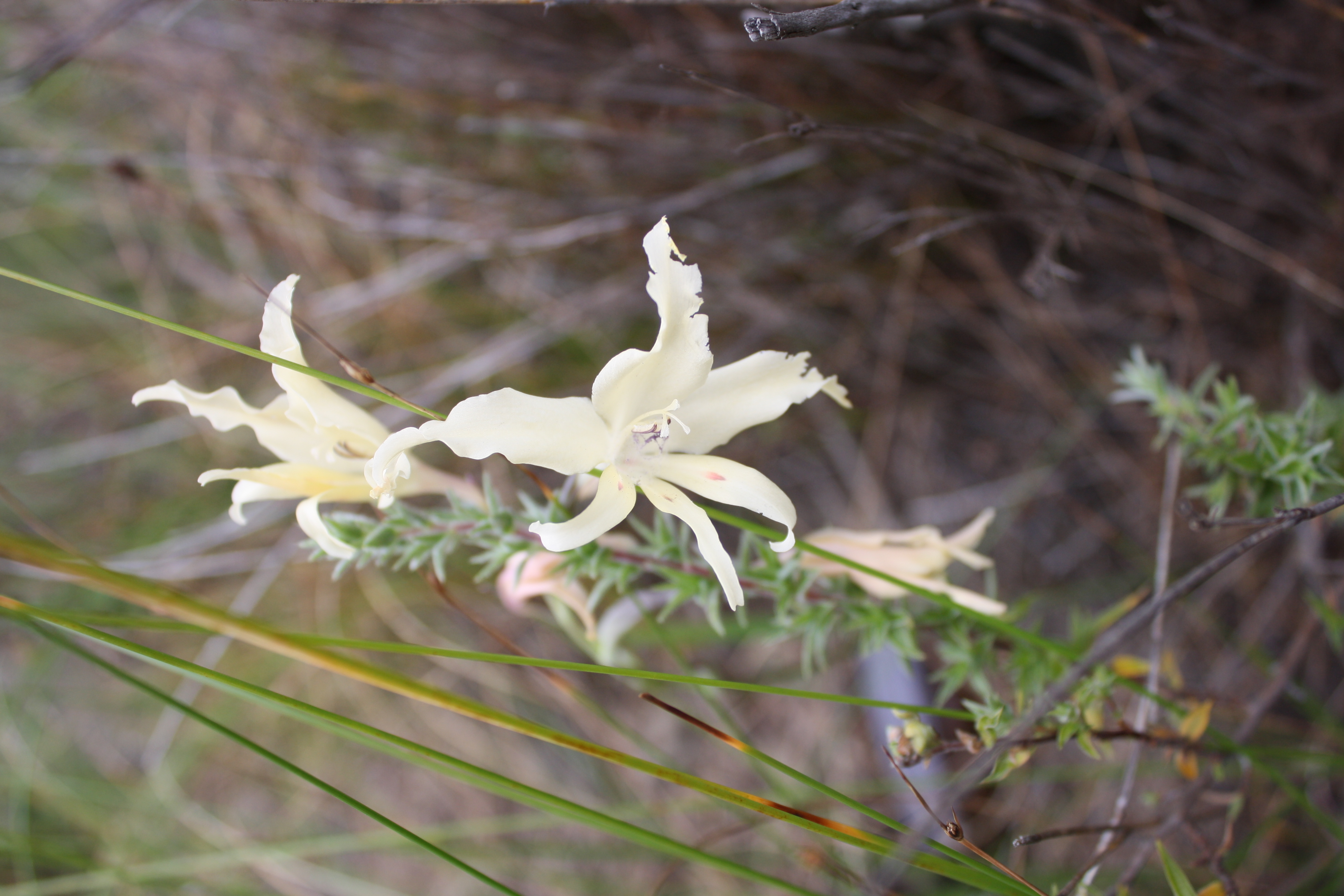
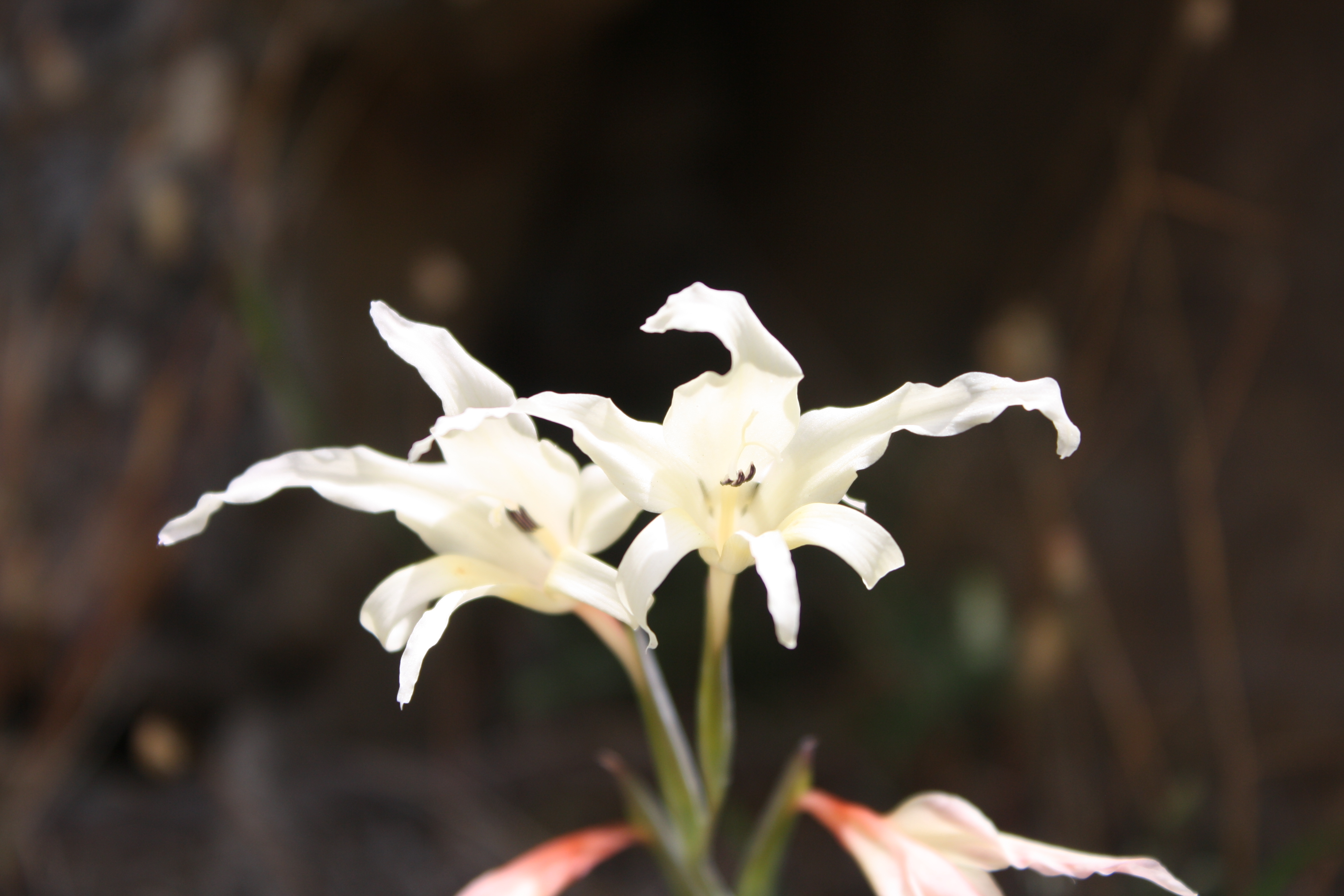
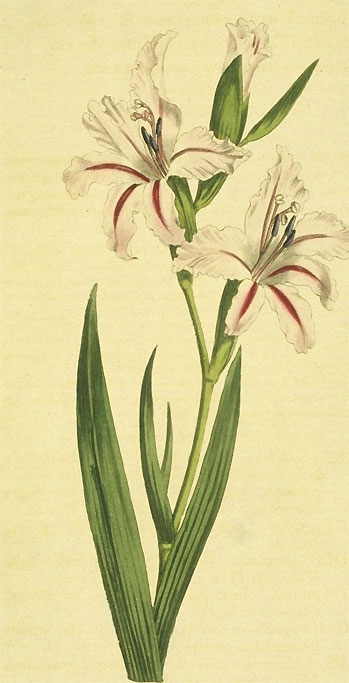